# Камуњано
Камуњано је насеље у Италији у округу Болоња, региону Емилија-Ромања.
Према процени из 2011. у насељу је живело 446 становника. Насеље се налази на надморској висини од 704 м.

## Становништво
| 1951. | 1961. | 1971. | 1981. | 1991. | 2001. | 2011. |
| ----- | ----- | ----- | ----- | ----- | ----- | ----- |
| 5.690 | 3.937 | 2.509 | 2.213 | 2.086 | 2.132 | 2.000 |